# Albert Lea
Albert Lea is een plaats (city) in de Amerikaanse staat Minnesota, en valt bestuurlijk gezien onder Freeborn County.

## Demografie
Bij de volkstelling in 2000 werd het aantal inwoners vastgesteld op 18.356.

## Geografie
Volgens het United States Census Bureau beslaat de plaats een oppervlakte van
32,5 km², waarvan 27,9 km² land en 4,6 km² water.

## Geboren in Albert Lea
- Marion Ross (1928), actrice
- Eddie Cochran (1938-1960), zanger en pianist